# نیستن فودز
نیسین فودز (انگلیسی: Nissin Foods) شرکت صنایع غذایی ژاپنی است، که در سال ۱۹۴۸ توسط مموفوکو آندو تأسیس شد.